# کندیز
کندیز (انگلیسی: Candies) یک گروه موسیقی در ژاپن بوده است.
این گروه که در سال‌های ۱۹۷۳ تا ۱۹۷۸ فعالیت میکرده است شامل ۳ خواننده زن به‌نام‌های یوشیکو تاناکا، ران ایتو و میکی فوجیمورا بوده است.